# Дифосген
Дифосге́н — ядовитое органическое соединение, трихлорметиловый эфир хлормуравьиной кислоты. СДЯВ. Является боевым отравляющим веществом.

## Свойства
Подвижная жидкость, без цвета, с характерным запахом прелого сена, на воздухе дымит. Хорошо растворим в органических растворителях (бензол, толуол, четырёххлористый углерод, ацетон), плохо растворим в воде.
Высокотоксичен, вызывает удушающее и раздражающее действие.

## История
Впервые получен в 1847 году французским химиком О. Кауром. Во время Первой мировой войны в различных формах применялся обеими воюющими сторонами в качестве удушающего отравляющего вещества, наиболее практичного для снаряжения химических и осколочно-химических снарядов того времени благодаря отсутствию реагирования со сталью и чугуном их корпусов и относительно высокой температуре кипения. Впервые был применён Германией в июле 1916 года.
Промышленным методом синтеза дифосгена является хлорирование на свету метилхлорформиата, получаемого из фосгена и метанола:
Дифосген также может быть синтезирован радикальным хлорированием метилформиата при облучении ультрафиолетом:

## Химические свойства
При нагревании дифосген разлагается на две молекулы фосгена, этот процесс катализируется активированным углём, оксидом и хлоридом железа(III), хлоридом алюминия:
В случае использования в качестве катализатора оксида алюминия дифосген разлагается с образованием четырёххлористого углерода и диоксида углерода:
{\displaystyle {\mathsf {ClC(O)OCCl_{3}\rightarrow CCl_{4}+CO_{2}}}}

## Применение
Дифосген используется в синтезе хлоркарбонатов из спиртов:
{\displaystyle {\mathsf {ROH+CCl_{3}OCOCl\rightarrow ROCOCl+COCl_{2}+HCl}}}
Применяется как синтетический эквивалент фосгена в синтезе органических карбонатов, изоцианатов.
Используется для получения фосгена в лабораторных условиях.
В Первой мировой войне применялся в качестве удушающего боевого отравляющего вещества.

## Токсичность
Дифосген является ядом удушающего действия для человека и других животных с замедленным по времени наступлением смерти. Симптомы отравления фосгеном и дифосгеном: мучительный кашель, выделение мокроты с примесью крови, посинение кожи (цианоз), отёк лёгких. Отравление может протекать незаметно для человека, поскольку первые симптомы отравления появляются только спустя несколько часов (5-12 часов с момента начала вдыхания малых концентраций фосгена или дифосгена). Обнаружить фосген или дифосген в воздухе можно по характерному «тухлому» запаху, похожему на запах прелого сена. Табачный дым в атмосфере даже с малой примесью фосгена или дифосгена меняет свой запах и для курящего становится неприятным, что может служить простым методом определения фосгена и дифосгена в воздухе. Отравление дифосгеном может произойти при авариях на предприятиях по производству различных пластмасс.